# 索菲伊夫卡 (海尼切斯克區)
46°33′19″N 34°2′49″E / 46.55528°N 34.04694°E

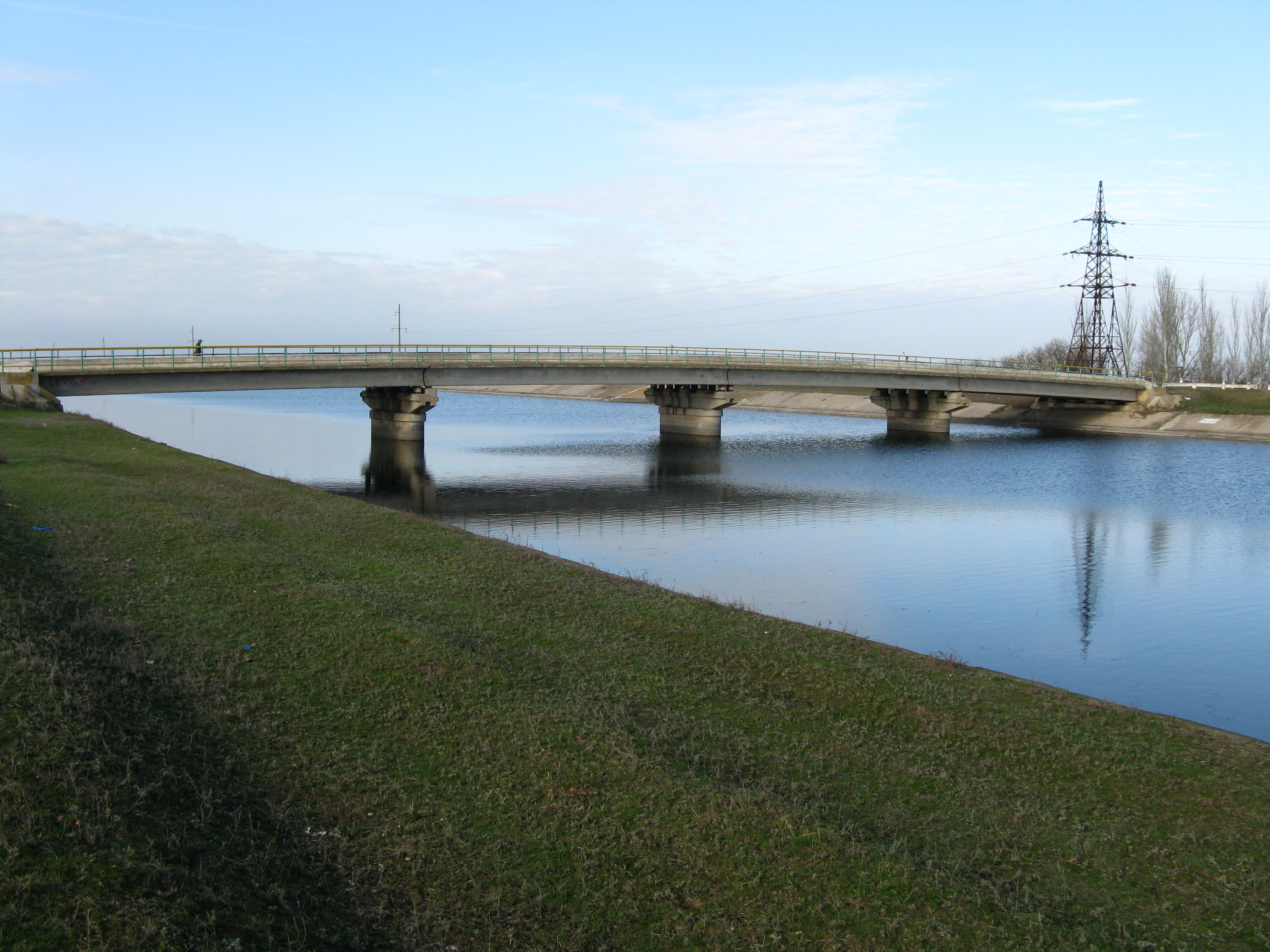
横跨运河的桥梁

索菲伊夫卡（烏克蘭語：Софіївка），又按俄语名译为索菲耶夫卡，是位於烏克蘭南部的村莊，由赫爾松州海尼切斯克區的新特羅伊茨凱市鎮負責管轄。該村始建於1923年，面積39平方公里，海拔高度35米，2001年人口420，人口密度每平方公里16人。